# Richard Attenborough
Pour les articles homonymes, voir Attenborough.
Richard Samuel Attenborough (/ˈɹɪt͡ʃəd ˈsæmjuəl ˈætənbərə/), baron Attenborough, né le 29 août 1923 à Cambridge (Royaume-Uni) et mort le 24 août 2014 à Richmond, à Londres (Royaume-Uni), est un acteur, réalisateur et producteur de cinéma britannique.
Il est notamment connu pour son rôle de Bartlett dans La Grande Évasion de John Sturges ou celui de John Hammond dans Jurassic Park de Steven Spielberg. Il obtient l'Oscar du meilleur réalisateur en 1983 pour Gandhi, un film biographique avec Ben Kingsley dans le rôle-titre.

## Biographie

### Jeunesse
Richard Attenborough grandit à Leicester. Il effectue ses études secondaires à la Wyggeston Grammar School for Boys. Il décide de devenir acteur après avoir visionné La Ruée vers l'or (The Gold Rush) de Charlie Chaplin en 1935. Son père, recteur de l'université, accepte à condition qu'il parvienne à décrocher une bourse d'études du Leverhulme Trust (en). La bourse lui est décernée et lui permet d'étudier à la Royal Academy of Dramatic Art (RADA) de Londres. Richard Attenborough fait ses débuts au théâtre alors qu'il est encore étudiant. Durant la Seconde Guerre mondiale, il passe trois ans dans la Royal Air Force en tant que caméraman et prend part à des missions de reconnaissance.

### Carrière d'acteur
Richard Attenborough a joué dans une cinquantaine de films. Il fait ses débuts en 1942 en tenant un petit rôle dans Ceux qui servent en mer (In Which We Serve) de Noël Coward et David Lean. Il interprète un jeune voyou, Pinkie Brown, dans Le Gang des tueurs (Brighton Rock), adaptation sortie en 1947 d'un roman noir de Graham Greene. Pour les besoins du film, il s'entraîne avec les joueurs du Chelsea Football Club. En 1948, sa prestation dans The Guinea Pig de Roy Boulting est louée par la critique. Son fan club compte alors 15 000 adhérents. Au cours des années 1950, il apparaît dans des comédies, comme Ce sacré z'héros (Private's Progress) de John Boulting en 1956 et Après moi le déluge (I'm All Right Jack), du même réalisateur, en 1959.
Dans les années 1960, Attenborough tourne à Hollywood et accroît sa notoriété en dehors du Royaume-Uni, notamment grâce à La Grande Évasion (The Great Escape), sorti en 1963. Il y tient l'un des rôles principaux, celui du commandant Roger Bartlett. Il joue également aux côtés de James Stewart dans Le Vol du Phénix (The Flight of the Phoenix) de Robert Aldrich. En 1964, il incarne Billy Savage dans Le Rideau de brume (Seance on a Wet Afternoon) de Bryan Forbes et obtient un BAFTA award dans la catégorie meilleur acteur. Le prix lui est également décerné pour son interprétation du sergent-major Lauderdale dans Les Canons de Batasi (Guns at Batasi) de John Guillermin. Le Golden Globe du meilleur acteur dans un second rôle lui est attribué en 1967 et 1968 pour ses prestations dans La Canonnière du Yang-Tse (The Sand Pebbles), de Robert Wise, et L'Extravagant Docteur Dolittle (Doctor Dolittle) de Richard Fleischer. En 1971, il interprète le tueur en série britannique John Christie dans L'Étrangleur de Rillington Place (10 Rillington Place) de Richard Fleischer. En 1977, il incarne le général Outram dans Les Joueurs d'échecs (Shatranj Ke Khilari) de Satyajit Ray. Après avoir tourné dans The Human Factor d'Otto Preminger en 1979, Attenborough interrompt sa carrière d'acteur afin de se consacrer à son projet de film biographique sur Gandhi.
Il fait son retour à l'écran en 1993 dans Jurassic Park, de Steven Spielberg, avec qui il entretient une profonde amitié depuis que Gandhi eût ravi l'oscar du meilleur film à E.T., l'extra-terrestre à la 55e cérémonie des Oscars. Il interprète John Hammond, le propriétaire du parc d’attraction. L'année suivante, il tient le rôle de Kris Kringle dans Miracle sur la 34e rue, réalisé par Les Mayfield,.
En 1997, il revient dans Le Monde perdu : Jurassic Park, toujours dans le rôle de John Hammond, qu'on ne verra que quelques minutes.

### Producteur et réalisateur
Attenborough se lance dans la production cinématographique au début des années 1960. Avec le réalisateur Bryan Forbes il fonde une société de production baptisée Beaver Films ; il s'agit de la première maison de production britannique dirigée par des acteurs. Ils produisent notamment Le Silence de la colère de Guy Green en 1960 et Le vent garde son secret (Whistle down the Wind) de Bryan Forbes, sorti l'année suivante. La société est dissoute en 1964.
Lassé de jouer dans les films d'autrui, il devient lui-même réalisateur. En 1969 sort son premier long-métrage, Ah Dieu ! que la guerre est jolie (Oh! What a Lovely War), adaptation cinématographique de la comédie musicale de Joan Littlewood. Il réalise notamment Les Griffes du lion (Young Winston) en 1972, consacré aux années de jeunesse de Winston Churchill. Le scénariste Carl Foreman lui suggère de jouer le père de Churchill, mais il préfère confier le rôle à l'acteur Robert Shaw. Il tourne ensuite le film de guerre Un pont trop loin (A Bridge Too Far), sorti en 1977, qui décrit l'opération aéroportée Market Garden, menée par les armées alliées en septembre 1944. Il est interprété par de nombreuses stars, dont Michael Caine, Sean Connery, Dirk Bogarde, ou encore Robert Redford. Son long-métrage le plus connu est Gandhi. Attenborough hypothèque sa maison et accepte des rôles qu'il estime médiocres afin de réunir les fonds nécessaires au tournage. Le film remporte huit Oscars en 1983, dont ceux du meilleur film et du meilleur réalisateur. Il réalise d'autres films biographiques. Cry Freedom en 1987, mettant en scène Denzel Washington dans le rôle du militant de la lutte anti-apartheid Steve Biko, et Chaplin en 1992, dans lequel Robert Downey Jr. interprète le cinéaste Charlie Chaplin.

### Autres activités

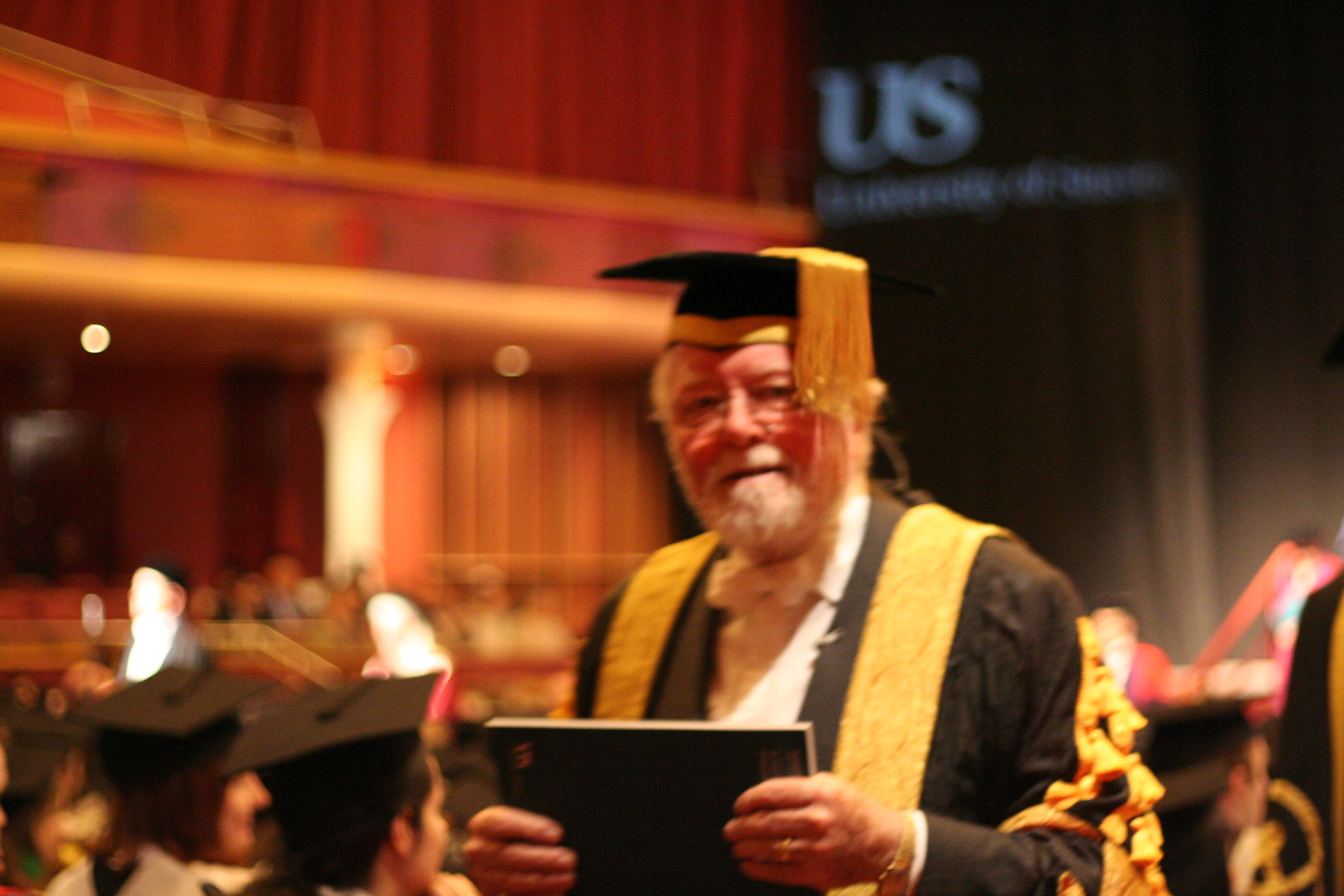
Richard Attenborough à l'université du Sussex.

Entre 2001 et 2010, Richard Attenborough préside la British Academy of Film and Television Arts (BAFTA). Il est président de la Royal Academy of Dramatic Art (RADA) de 2003 jusqu'à sa mort en 2014. Il est gouverneur de la National Film School durant les années 1970, puis est nommé président du conseil d'administration de l'école. Il est président (chairman) de Goldcrest Films and Television de 1982 à 1987 et de Channel 4 entre 1987 et 1992.
En 2003, il est nommé chancelier de l'université du Sussex et occupe cette fonction jusqu'en 2008.
Richard Attenborough siège au conseil d'administration du Chelsea Football Club entre 1969 et 1982 et est ensuite nommé président honoraire à vie.
Il raconte la production de son film Gandhi dans In search of Gandhi, paru en 1982 au Royaume-Uni,. Son autobiographie, Entirely Up to You, Darling est écrite en collaboration avec Diana Hawkins et paraît en 2008.

### Vie personnelle et famille

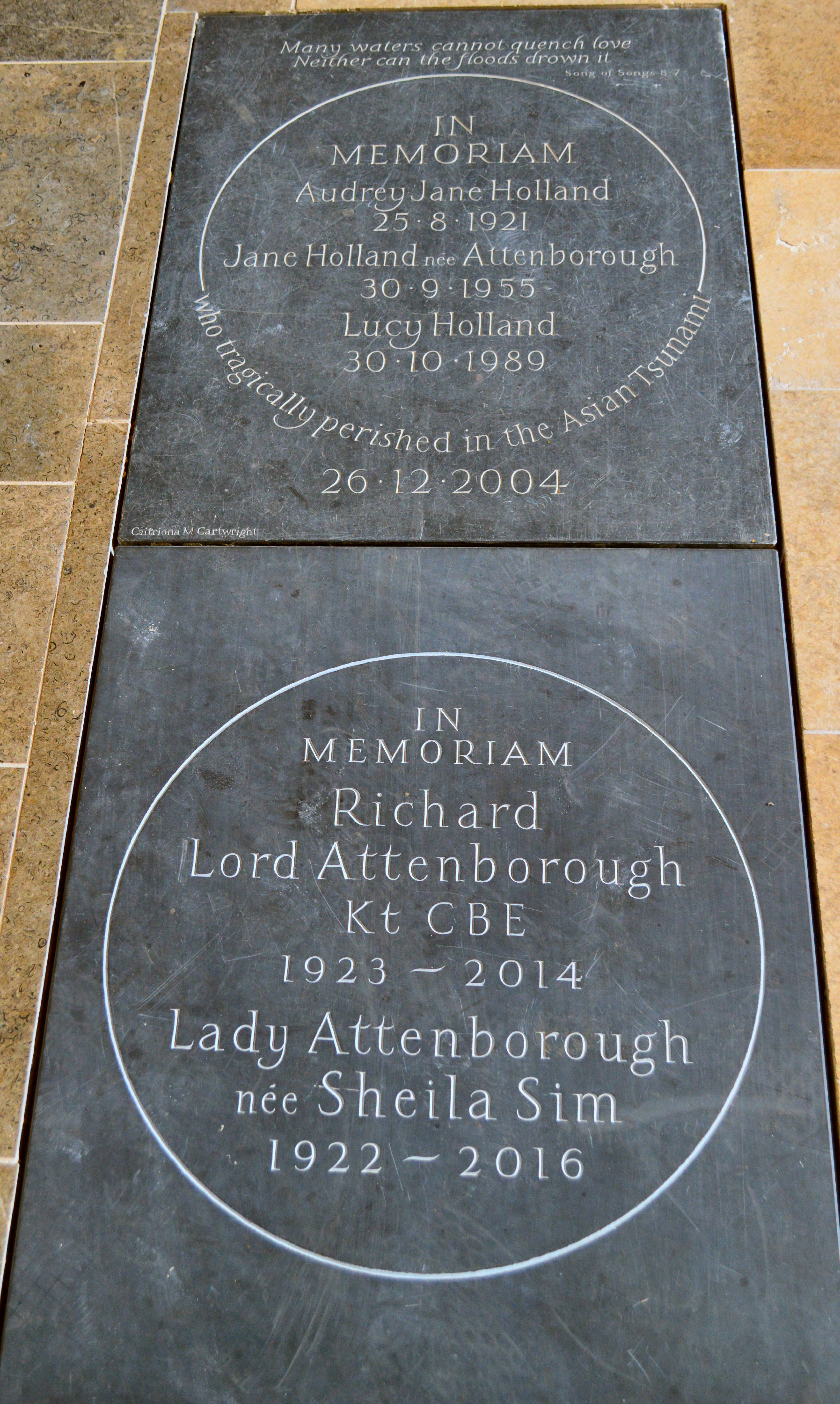
Pierres tombales de la famille Attenborough dans l'église paroissiale de Richmond (Londres)

Richard Attenborough épouse l'actrice Sheila Sim en 1945. Ils font tous deux partie de la distribution de la pièce La Souricière (The Mousetrap) lors de sa création dans le West End en 1952. Ils ont trois enfants, dont le metteur en scène Michael Attenborough. De 1949 à 2012 le couple habite à Richmond à Londres.
Son père, Frederick Attenborough (en), est professeur d'université à l'Emmanuel College de l'université de Cambridge, puis recteur de l'University College. Sa mère Mary préside durant les années 1930 un comité d'aide aux victimes de la guerre d'Espagne. En 1939, la famille recueille deux jeunes filles juives fuyant l'Allemagne pour se réfugier aux États-Unis, mais ne pouvant quitter le Royaume-Uni quand éclate la Seconde Guerre mondiale,.
Son frère cadet est le naturaliste David Attenborough. Sa fille Jane Holland et sa petite-fille Lucy meurent en Thaïlande lors du tsunami de 2004.
En décembre 2008, Richard Attenborough est victime d'une chute à son domicile et tombe brièvement dans le coma. Après dix-huit mois d'hospitalisation, il lui est impossible de lire et de parler. Il ne se déplace plus qu'en fauteuil roulant. En 2012, l'acteur et son épouse sont placés par leur famille en maison de repos.

### Décès
Il meurt le 24 août 2014, à l'âge de 90 ans. L'année suivante, ses cendres sont enterrées à côté de celles de sa fille dans l'église paroissiale de Richmond.

## Engagements
Richard Attenborough soutient plusieurs causes humanitaires. Il est nommé ambassadeur de bonne volonté de l'UNICEF en 1987,.
Tout comme ses parents, il soutient tout au long de sa vie le Parti travailliste,.

## Filmographie

### Comme acteur
Cinéma

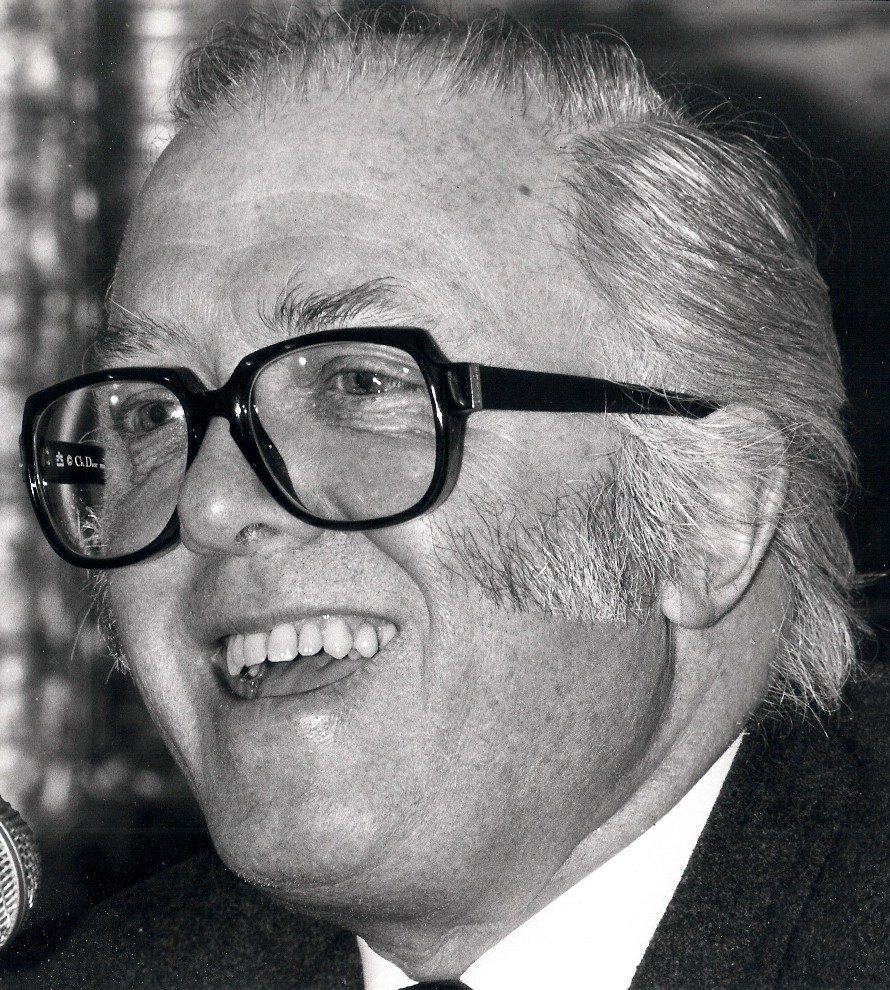
Richard Attenborough en 1983.

- 1942 : Ceux qui servent en mer (In Which We Serve), de Noël Coward et David Lean : un marin (non crédité)
- 1943 : Schweik's New Adventures de Karel Lamač : un ouvrier des chemins de fer
- 1944 : The Hundred Pound Window de Brian Desmond Hurst : Tommy Draper
- 1945 : La Grande Aventure (Journey Together) de John Boulting : David Wilton
- 1946 : Une question de vie ou de mort (A Matter of Life and Death) de Michael Powell et Emeric Pressburger : Un pilote britannique
- 1946 : School for Secrets de Peter Ustinov : Jack Arnold
- 1947 : Les Pirates de la Manche (The Man Within) de Bernard Knowles : Francis Andrews
- 1947 : Dancing with Crime de John Paddy Carstairs : Ted Peters
- 1947 : Le Gang des tueurs (Brighton Rock) de John Boulting : Pinkie Brown
- 1948 : London Belongs to Me de Sidney Gilliat : Percy Boon
- 1948 : The Guinea Pig de Roy Boulting : Jack Read
- 1949 : The Lost People de Bernard Knowles et Muriel Box : Jan
- 1949 : Boys in Brown de Montgomery Tully  : Jackie Knowles
- 1950 : La nuit commence à l'aube (Morning Departure) de Roy Ward Baker : Stoker Snipe
- 1951 : Hell Is Sold Out de Michael Anderson : Pierre Bonnet
- 1951 : La Boîte magique (The Magic Box) de John Boulting : Jack Carter
- 1952 : Commando sur Saint-Nazaire (Gift Horse) de Compton Bennett : matelot « Dripper » Daniels
- 1952 : Father's Doing Fine de Henry Cass : Dougall
- 1954 : Eight O'Clock Walk de Lance Comfort : Thomas « Tom » Leslie Manning
- 1955 : Le Bateau qui mourut de honte (The Ship That Died of Shame) de Basil Dearden : George Hoskins
- 1956 : Ce sacré z'héros (Private's Progress) de John Boulting : Soldat Percival Henry Cox
- 1956 : Le Bébé et le Cuirassé de Jay Lewis (en) : Knocker White
- 1957 : Ce sacré confrère (Brothers in Law) de Roy Boulting : Henry Marshall
- 1957 : The Scamp de Wolf Rilla : Stephen Leigh
- 1958 : Dunkerque (Dunkirk) de Leslie Norman : Holden
- 1958 : The Man Upstairs de Don Chaffey : Peter Watson
- 1958 : Les Diables du désert (Sea of Sand) de Guy Green : Brody
- 1959 : Le Mouchard (Danger Within) de Don Chaffey : capitaine « Bunter » Phillips
- 1959 : Après moi le déluge (I'm All Right Jack) de John Boulting : Sidney De Vere Cox
- 1959 : SOS Pacific de Guy Green : Whitey Mullen
- 1959 : Hold-up à Londres (The League of Gentlemen), de Basil Dearden : lieutenant Richard Lexy
- 1959 : Jet Storm, de Cy Endfield : Ernest Tilley
- 1960 : Le Silence de la colère (The Angry Silence) de Guy Green : Tom Curtis
- 1961 : Le vent garde son secret (Whistle down the Wind) de Bryan Forbes - non crédité -
- 1962 : On n'y joue qu'à deux (Only Two Can Play) de Sidney Gilliat : Gareth L. Probert
- 1962 : Tout au long de la nuit (All Night Long) de Basil Dearden : Rod Hamilton
- 1962 : Le Défenseur ingénu (The Dock Brief) de James Hill : Herbert Fowle, l'accusé de meurtre
- 1963 : La Grande Évasion (The Great Escape), de John Sturges : Commandant Roger 'Big X' Bartlett
- 1964 : Le Secret du docteur Whitset (The Third Secret) de Charles Crichton : Alfred Price-Gorham
- 1964 : Le Rideau de brume (Seance on a Wet Afternoon) de Bryan Forbes : Billy
- 1964 : Les Canons de Batasi (Guns at Batasi) de John Guillermin : sergent Major Lauderdale
- 1965 : Le Vol du Phénix (The Flight of the Phoenix) de Robert Aldrich : Lew Moran
- 1966 : La Canonnière du Yang-Tse (The Sand Pebbles), de Robert Wise : Frenchy Burgoyne
- 1967 : L'Extravagant Docteur Dolittle (Doctor Dolittle) de Richard Fleischer : Albert Blossom
- 1968 : Trio d'escrocs (Only When I Larf) de Basil Dearden : Silas
- 1968 : Un amant dans le grenier (The Bliss of Mrs. Blossom) de Joseph McGrath : Robert Blossom
- 1969 : The Magic Christian de Joseph McGrath : l'entraîneur d'Oxford
- 1970 : La Dernière Grenade (The Last Grenade) de Gordon Flemyng : général Charles Whiteley
- 1970 : Une tête coupée (A Severed Head) de Dick Clement : Palmer Anderson
- 1970 : Le Magot (Loot) de Silvio Narizzano : inspecteur Truscott
- 1971 : L'Étrangleur de Rillington Place (10 Rillington Place) de Richard Fleischer : John Christie
- 1974 : Dix petits nègres (And Then They Were None) de Peter Collinson : le juge Cannon
- 1975 : Rosebud d’Otto Preminger : Edward Sloat
- 1975 : Brannigan de Douglas Hickox : Sir Charles Swann
- 1975 : Coupable sans visage (Conduct Unbecoming) de Michael Anderson : major Lionel E. Roach
- 1977 : Les Joueurs d'échecs (Shatranj Ke Khilari) de Satyajit Ray : général Outram
- 1977 : Un pont trop loin (A Bridge Too Far) de Richard Attenborough : un fou avec des lunettes (non crédité)
- 1979 : The Human Factor d’Otto Preminger : colonel John Daintry
- 1993 : Jurassic Park de Steven Spielberg : John Hammond
- 1994 : Miracle sur la 34e rue (Miracle on 34th Street) de Les Mayfield : Kris Kringle, Père Noël
- 1996 : E=mc2 de Benjamin Fry : le visiteur
- 1996 : Hamlet de Kenneth Branagh : un invité à la cour
- 1997 : Le Monde perdu : Jurassic Park (The Lost World: Jurassic Park), de Steven Spielberg : John Hammond
- 1998 : Elizabeth de Shekhar Kapur : Sir William Cecil, Lord Burghley

Télévision
- 2001 : Jack et le Haricot magique (Jack and the Beanstalk: The Real Story) de Brian Henson : Magog

### Comme réalisateur
- 1969 : Ah Dieu ! que la guerre est jolie (Oh! What A Lovely War)
- 1972 : Les Griffes du lion (Young Winston)
- 1977 : Un pont trop loin (A Bridge Too Far)
- 1978 : Magic
- 1982 : Gandhi
- 1985 : Chorus Line
- 1987 : Cry Freedom
- 1992 : Chaplin
- 1993 : Les Ombres du cœur (Shadowlands)
- 1996 : Le Temps d'aimer (In Love and War)
- 1999 : Grey Owl, celui qui rêvait d'être indien (Grey Owl)
- 2007 : War and Destiny (Closing the Ring)

### Doublage
En 1998, dans le jeu vidéo Jurassic Park: Trespasser, il prête sa voix au personnage de John Hammond, qu'il a interprété à l'écran.
La même année, il prête sa voix au narrateur dans Tom et Vicky aux côtés de Rik Mayall décédé la même année.

### Livre audio
En 2002, Richard Attenborough prête sa voix à la narration du livre pour enfants Billy the kid de Michael Morpurgo.

## Distinctions
Richard Attenborough est fait commandeur de l'ordre de l'Empire britannique en 1967, puis chevalier en 1976. Il est nommé pair à vie, titré « baron Attenborough » et obtient un siège à la Chambre des lords en 1993. En France, il est fait commandeur de l'ordre des Arts et des Lettres en 1985 et chevalier de l'ordre national de la Légion d'honneur en 1988.
En 2006, il est nommé distinguished honorary fellow de l'université de Leicester.

### Récompenses et distinctions
Oscars
- 1983 : Oscar du meilleur film pour Gandhi
- 1983 : Oscar du meilleur réalisateur pour Gandhi

Golden Globes
- 1967 : Golden Globe du meilleur acteur dans un second rôle pour La Canonnière du Yang-Tsé
- 1968 : Golden Globe du meilleur acteur dans un second rôle pour L'Extravagant Docteur Dolittle
- 1983 : Golden Globe du meilleur réalisateur pour Gandhi
- 1983 : Golden Globe du meilleur film étranger pour Gandhi

BAFTA
- 1965 : BAFTA du meilleur acteur pour Les Canons de Batasi et Le Rideau de brume
- 1983 : BAFTA du meilleur film pour Gandhi
- 1983 : BAFTA du meilleur réalisateur pour Gandhi
- 1983 : Academy Fellowship Award
- 1994 : BAFTA du meilleur film britannique pour Les Ombres du cœur

Directors Guild of America Awards
- 1983 : DGA Award du meilleur réalisateur de cinéma pour Gandhi

David di Donatello
- 1983 : David di Donatello du meilleur film étranger pour Gandhi

Festival international du film de Berlin
- 1988 : prix de la paix pour Cry Freedom
- 1988 : caméra de la Berlinale

Festival international du film de San Sebastián
- 1960 : prix d'interprétation masculine pour Hold-up à Londres
- 1964 : prix d'interprétation masculine pour Le Rideau de brume

## Publications
- (en) Entirely Up to You, Darling  (en collaboration avec Diana Hawkins), Random House, 2009, 336 p. (ISBN 978-0-09-950304-0).
- (en) In search of Gandhi, Bodley Head, 1982, 229 p. (ISBN 978-0-370-30943-9).

## Voix françaises

### En France
- Jacques Marin dans :
  - Les Diables du désert
  - La Canonnière du Yang-Tsé

- André Valmy dans :
  - Le Vol du Phœnix
  - Miracle sur la 34e rue

- Claude d'Yd dans Le Bébé et le Cuirassé
- Georges Descrières dans La Grande Évasion
- Georges Aminel dans L'Extravagant Docteur Dolittle
- Roger Carel dans The Magic Christian
- William Sabatier dans La Dernière Grenade
- Georges Riquier dans Dix Petits Nègres
- Raoul Curet dans Brannigan
- Jean-Pierre Delage dans Jurassic Park
- Léon Dony dans Le Monde perdu : Jurassic Park
- Gérard Hernandez dans Tom et Vicky

### Au Québec
- Yves Massicotte dans L'Étrangleur de Rillington Place
- Robert Rivard dans Dix Petits Nègres